# Michael Pavlović
Michael Pavlović (Novo Mesto, 12 giugno 2001) è un calciatore sloveno, difensore del Botoșani.

## Carriera

### Club
Cresciuto nelle giovanili della squadra slovena dell'Olimpia Lubiana.

## Statistiche

### Presenze e reti nei club
Statistiche aggiornate al 28 luglio 2025.
| Stagione               | Squadra                | Campionato             | Campionato | Campionato | Coppe nazionali | Coppe nazionali | Coppe nazionali | Coppe continentali | Coppe continentali | Coppe continentali | Altre coppe | Altre coppe | Altre coppe | Totale | Totale |
| Stagione               | Squadra                | Comp                   | Pres       | Reti       | Comp            | Pres            | Reti            | Comp               | Pres               | Reti               | Comp        | Pres        | Reti        | Pres   | Reti   |
| ---------------------- | ---------------------- | ---------------------- | ---------- | ---------- | --------------- | --------------- | --------------- | ------------------ | ------------------ | ------------------ | ----------- | ----------- | ----------- | ------ | ------ |
| 2019-2020              | Olimpia Lubiana        | 1. SNL                 | 9          | 0          | CS              | 0               | 0               | UEL                | 0                  | 0                  | -           | -           | -           | 9      | 0      |
| 2020-2021              | Olimpia Lubiana        | 1. SNL                 | 26         | 1          | CS              | 3               | 0               | UEL                | 2                  | 0                  | -           | -           | -           | 31     | 1      |
| 2021-2022              | Olimpia Lubiana        | 1. SNL                 | 21         | 0          | CS              | 1               | 0               | UECL               | 4                  | 0                  | -           | -           | -           | 26     | 0      |
| Totale Olimpia Lubiana | Totale Olimpia Lubiana | Totale Olimpia Lubiana | 56         | 1          |                 | 4               | 0               |                    | 6                  | 0                  |             | -           | -           | 66     | 1      |
| 2022-2023              | Koper                  | 1. SNL                 | 11         | 0          | CS              | 2               | 0               | UECL               | -                  | -                  | -           | -           | -           | 13     | 0      |
| 2023-2024              | Koper                  | 1. SNL                 | 18         | 0          | CS              | 1               | 0               | -                  | -                  | -                  | -           | -           | -           | 19     | 0      |
| Totale Koper           | Totale Koper           | Totale Koper           | 29         | 0          |                 | 3               | 0               |                    | 0                  | 0                  |             | -           | -           | 32     | 0      |
| 2024-2025              | Botoșani               | L1                     | 30         | 1          | CR              | 2               | 0               | -                  | -                  | -                  | -           | -           | -           | 32     | 1      |
| 2025-2026              | Botoșani               | L1                     | 2          | 0          | CR              | 0               | 0               | -                  | -                  | -                  | -           | -           | -           | 2      | 0      |
| Totale Botoșani        | Totale Botoșani        | Totale Botoșani        | 32         | 1          |                 | 2               | 0               |                    | -                  | -                  |             | -           | -           | 34     | 1      |
| Totale carriera        | Totale carriera        | Totale carriera        | 117        | 2          |                 | 9               | 0               |                    | 6                  | 0                  |             | -           | -           | 132    | 2      |